# Evelyn Baring, 1. hrabě Cromer

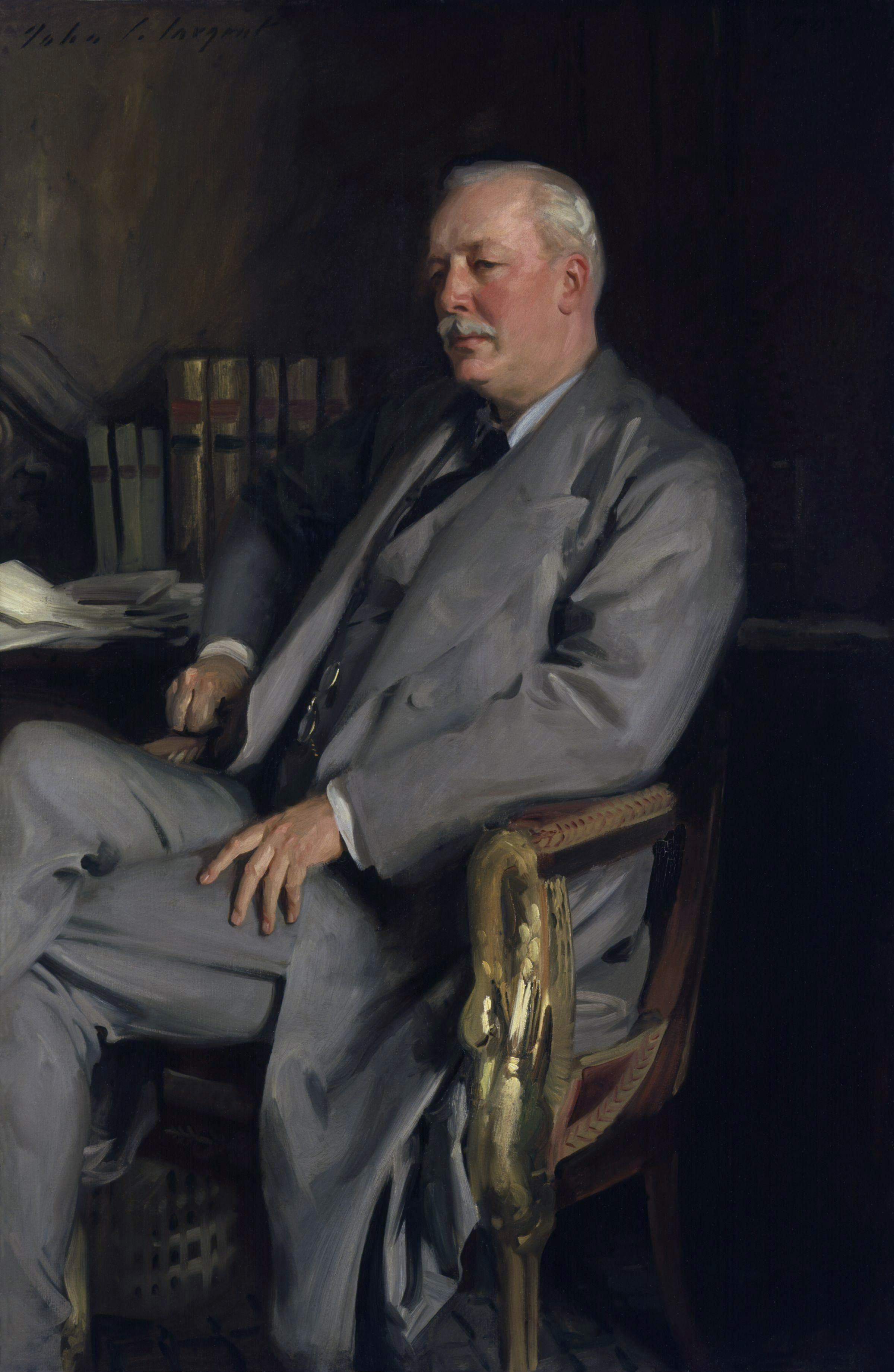
Evelyn Baring, 1. hrabě Cromer

Evelyn Baring, 1. hrabě z Cromeru (Evelyn Baring, 1st Earl of Cromer, 1st Viscount Cromer, 1st Viscount Errington, 1st Baron Cromer) (26. února 1841 Cromer Hall, Norfolk, Anglie – 29. ledna 1917, Londýn) byl britský státník a diplomat, jako generální konzul byl v Egyptě na přelomu 19. a 20. století dlouholetým představitelem britské koloniální nadvlády.

## Původ a mládí
Pocházel z významné bankéřské rodiny Baringů, byl nejmladším synem Henryho Baringa (1774–1848) z jeho druhého manželství. Studoval na vojenské akademii ve Woolwichi a vstoupil do armády, kde dosáhl hodnosti majora. Během vojenské služby si jako samouk doplnil vzdělání, naučil se řecky a italsky. V letech 1872-1876 byl tajemníkem indického místokrále, kterým byl jeho bratranec hrabě Northbrook. V roce 1877 byl jmenován jedním ze zahraničních kontrolorů zadluženého Egypta a setrval zde do roku 1879. V letech 1880–1883 byl státním sekretářem financí v Indii.

## Generální konzul v Egyptě
V roce 1883 se vrátil do Egypta, který mezitím okupovala britská armáda a byl zde jmenován generálním konzulem. I když měl jen status diplomatického zástupce, Egypt byl tehdy pod faktickou britskou nadvládou a Baring disponoval značným vlivem. Měl snahu ze zaostalého Egypta učinit moderní stát a politika byla Baringovou prioritou, stejně tak bylo pro Británii důležité udržet Suezský průplav jako součást námořní cesty do Indie. Na druhou stranu, hospodářství a školství v této době zaostávalo. Funkci generálního konzula opustil v roce 1907 ze zdravotních důvodů a vrátil se do Anglie.
Za zásluhy obdržel několik britských i zahraničních vyznamenání, v roce 1892 byl povýšen na barona a nakonec v roce 1901 na hraběte z Cromeru (titul byl odvozen od rodového sídla Cromer Hall v Norfolku). Byl členem Královské společnosti a získal čestné doktoráty na univerzitách v Cambridge a Oxfordu. Byl velmi vzdělaný, dobře mluvil latinsky, řecky, francouzsky, italsky a turecky, naopak přes dlouhodobý pobyt v Egyptě se odmítl naučit arabštinu, kterou považoval za jazyk nižších tříd. To korespondovalo s jeho celoživotním postojem vysoce postaveného Angličana a stoupence britského imperialismu. Po návratu do Anglie vydal několik knih s egyptskou tematikou.
Vysokých postů v koloniální správě dosáhli i jeho synové, vnuk George Rowland Baring, 4. hrabě z Cromeru (1918–1991), byl guvernérem Bank of England a poté velvyslancem v USA.